# طیب عینی
طیب عینی ثمرین (زاده ۹ خرداد ۱۳۷۶ در تهران) بازیکن اهل ایران است که برای باشگاه والیبال تیم هورسان رامسر بازی می‌کند.

## پیشه
پست تخصصی طیب عینی دفاع وسط می باشد.او همچنین برای تیم رایسیون لویمو در لیگ برتر فنلاند بازی کرده است.

## افتخارات
عینی همراه تیم ملی والیبال جوانان ایران در رقابت های قهرمانی آسیا نایب قهرمان شد وی همچنین همراه تیم ملی والیبال جوانان که به عنوان تیم بزرگسالان ایران در بازی های همبستگی کشورهای اسلامی حاضر بود قهرمانی این رقابت ها را در کارنامه دارد.عینی در شهریور ۱۳۹۴ همراه تیم ملی والیبال نوجوانان مدال برنز را كسب کردند.